# Мальчиоди, Джан Карло
Джан Карло Мальчиоди (итал. Gian Carlo Malchiodi) (1917—2015) — итальянский архитектор, основатель итальянского дизайна.

## Биография
Мальчиоди окончил Миланский политехнический институт архитектуры в 1942 году, став после периода работы доцентом архитектуры в Политехническом институте уже в 1943 году и оставаясь там более сорока лет, он установил прочные исследовательские отношения с Гальманини, начав сотрудничать с Джио Понти. На его работы концептуально повлияли Лусио Фонтана и Гуальтьеро Гальманини.
Мальчиоди участвует в различных выставках, включая Оа на X Триеннале Милана в 1954 году, XI Триеннале Милана в 1957 году и XII Триеннале Милана в 1960 году.
Он открыл свою студию на Виа Анелли 9 в Милане в 1957 году.

## Реализации и проекты
- 1957: Palazzo Malchiodi на Via Luigi Anelli 9, Милан, Италия;
- 1956: Palazzo Anelli на Via Luigi Anelli 7, Милан, Италия;
- 1957: Palazzo Tre Torri на Via Luigi Anelli 13, Милан, Италия;
- 1957: Palazzo Filippetti на Viale Angelo Filippetti 3, Милан, Италия;
- 1955: здание на Piazza Velasca 8-10, Милан, Италия;
- 1955: здание на Via Pantano 2-4, Милан, Италия;
- 1959: Palazzo Cassolo на Via Cassolo 6, Милан, Италия;
- 1958: здание на Corso di Porta Vigentina 33-35, Милан, Италия.

## Выставки
- X Триеннале в Милане, 1954 г.
- XI Миланская триеннале, 1957 г.
- XII Триеннале в Милане, 1960 г.